# 颱風羅莎 (2019年)
颱風羅莎（英語：Typhoon Krosa，國際編號：1910，聯合颱風警報中心：WP112019）是2019年太平洋颱風季第10個被命名的熱帶氣旋。「柯羅莎」一名由柬埔寨提供，是鶴的意思。

## 發展過程
8月4日上午8時，美國海軍研究實驗室給予熱帶擾動編號95W。聯合颱風警報中心將發展機會為「低」。8月5日上午9時，日本氣象廳將其升為熱帶低氣壓。日本氣象廳亦在下午3時發出烈風警報。下午4時，台灣中央氣象局將其升格為熱帶性低氣壓，給予編號15。不久後，聯合颱風警報中心對該系統發布熱帶氣旋形成警報。
8月6日上午5時，聯合颱風警報中心將其升格為熱帶低氣壓，給予編號11W。下午3時，日本氣象廳將其升格為熱帶風暴，給予國際編號1910，並命名為「柯羅莎」。8月7日上午9時，日本氣象廳將其升格為強烈熱帶風暴。8月8日升格為颱風。8月9日上午8時，香港天文台將其升格為強颱風。
強度達到顛峰後，由於柯羅莎停滯不前，海水能量耗盡，導致深層較冷海水上翻，強度於9日下午開始緩慢減弱。由於柯羅莎仍然停滯不前，聯合颱風警報中心於10日深夜11時將該系統降格為熱帶風暴；香港天文台也在11日凌晨兩點將其降為強烈熱帶風暴。由於柯羅莎開始向西北移動，離開較冷的水域，香港天文台再次在11日下午2時將其升格為颱風，但日本氣象廳於同日反而將其從颱風級別降格為強烈熱帶風暴。香港天文台在12日上午十點再度將其降為強烈熱帶風暴。
8月15日下午3時，柯羅莎於日本廣島縣吳市附近登陸，至少2死49傷。登陸後，日本氣象廳將其降格為熱帶風暴。隔日上午11時，聯合颱風警報中心認為該系統已開始轉化為溫帶氣旋，並對其發布最後警告。晚間9時，日本氣象廳表示柯羅莎轉化為溫帶氣旋。18日凌晨零點，日本氣象廳表示柯羅莎已經完全消散。

### 事後調整
日本氣象廳在10月3日發出的最佳路徑中，把柯羅莎的巔峰強度下調至75節(每小時140公里)，中心氣壓上調至965百帕。而中國國家氣象中心則在2020年4月20日下午發出的最佳路徑中，把巔峰風速下調至每秒42公尺(每小時150公里)，氣壓上調至960百帕。

## 外部連結
| 太平洋颱風季             |
| 主題頁 - 專題 - 編輯指南 |

- （日語）日本氣象廳首頁 （页面存档备份，存于）
- （英文）聯合颱風警報中心首頁 （页面存档备份，存于）
- （简体中文）中央氣象台首頁
- （繁體中文）中央氣象局首頁 （页面存档备份，存于）
- （繁體中文）香港天文台首頁 （页面存档备份，存于）
- （繁體中文）澳門地球物理暨氣象局首頁 （页面存档备份，存于）
- （英文）菲律賓大氣地球物理和天文管理局首頁 （页面存档备份，存于）